# María Eugenia Rubio Ríos
María Eugenia Rubio Ríos, wegen ihrer geringen Körpergröße auch unter dem Spitznamen La Peque (deutsch Die Kleine) bekannt, ist eine ehemalige mexikanische Fußballspielerin.

## Leben
„La Peque“ Rubio war neben Alicia „La Pelé“ Vargas die herausragende Spielerin in den Anfangsjahren des Frauenfußballs in Mexiko. Während Vargas zur drittbesten Spielerin des 20. Jahrhunderts im Bereich der CONCACAF (und somit zur besten Mexikanerin) gewählt wurde, kommt „La Peque“ Rubio auf den achten Platz (und gilt somit als zweitbeste Mexikanerin). 2018 wurde „La Peque“ als erste Mexikanerin überhaupt in den „Salón de la Fama del Fútbol Internacional“ gewählt. Eine Auszeichnung, die „La Pelé“ ein Jahr später ebenfalls erhielt.
Gemeinsam nahmen beide für die zu jener Zeit noch „inoffizielle“ mexikanische Fußballnationalmannschaft der Frauen an den beiden 1970 und 1971 ebenfalls inoffiziell ausgetragenen Frauenfußballweltmeisterschaften teil, bei denen Mexiko zunächst den dritten Platz belegte und anschließend Vizeweltmeister wurde. Bei beiden Turnieren erzielte „La Peque“ jeweils zwei Tore in den Spielen gegen Österreich (1970) und Argentinien (1971).